# Projekt 206
Projekt 206 (v kódu NATO třída Shershen) byla třída torpédových člunů sovětského námořnictva z doby studené války. Celkem bylo postaveno 87 torpédových člunů této třídy, z nichž 63 bylo prodáno námořnictvům sovětských spojenců. Všechny již byly vyřazeny. Zjednodušená exportní verze třídy nesla označení Projekt 206EP (třída Mol).

## Stavba

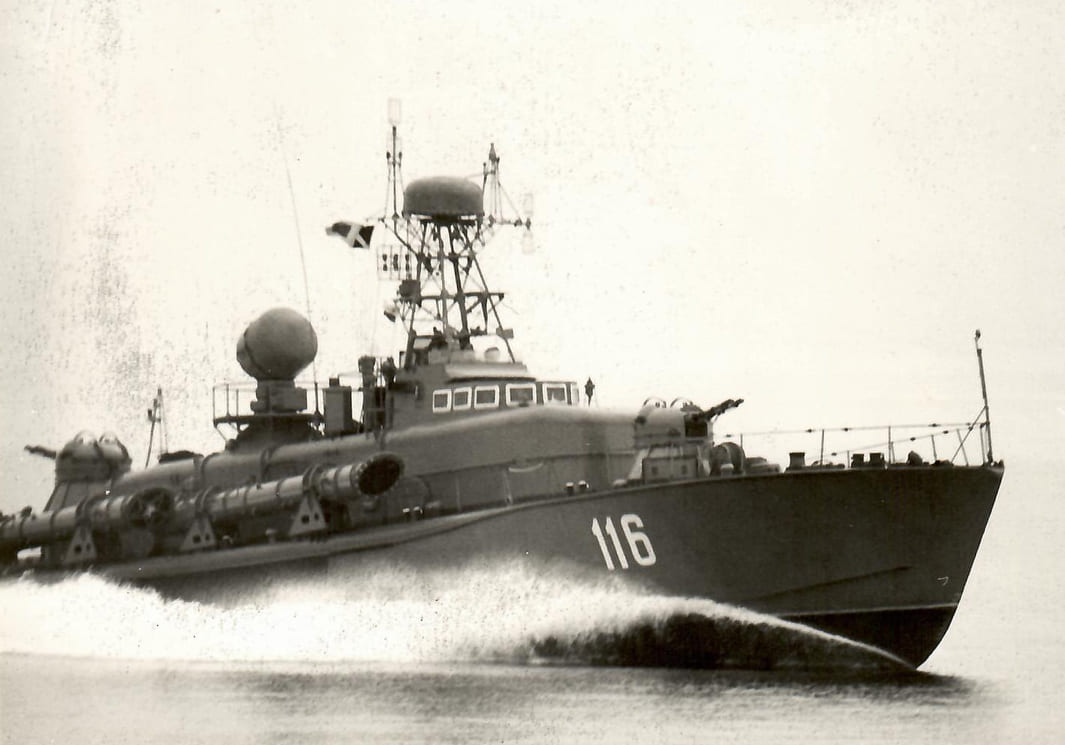
Ruský člun projektu 206

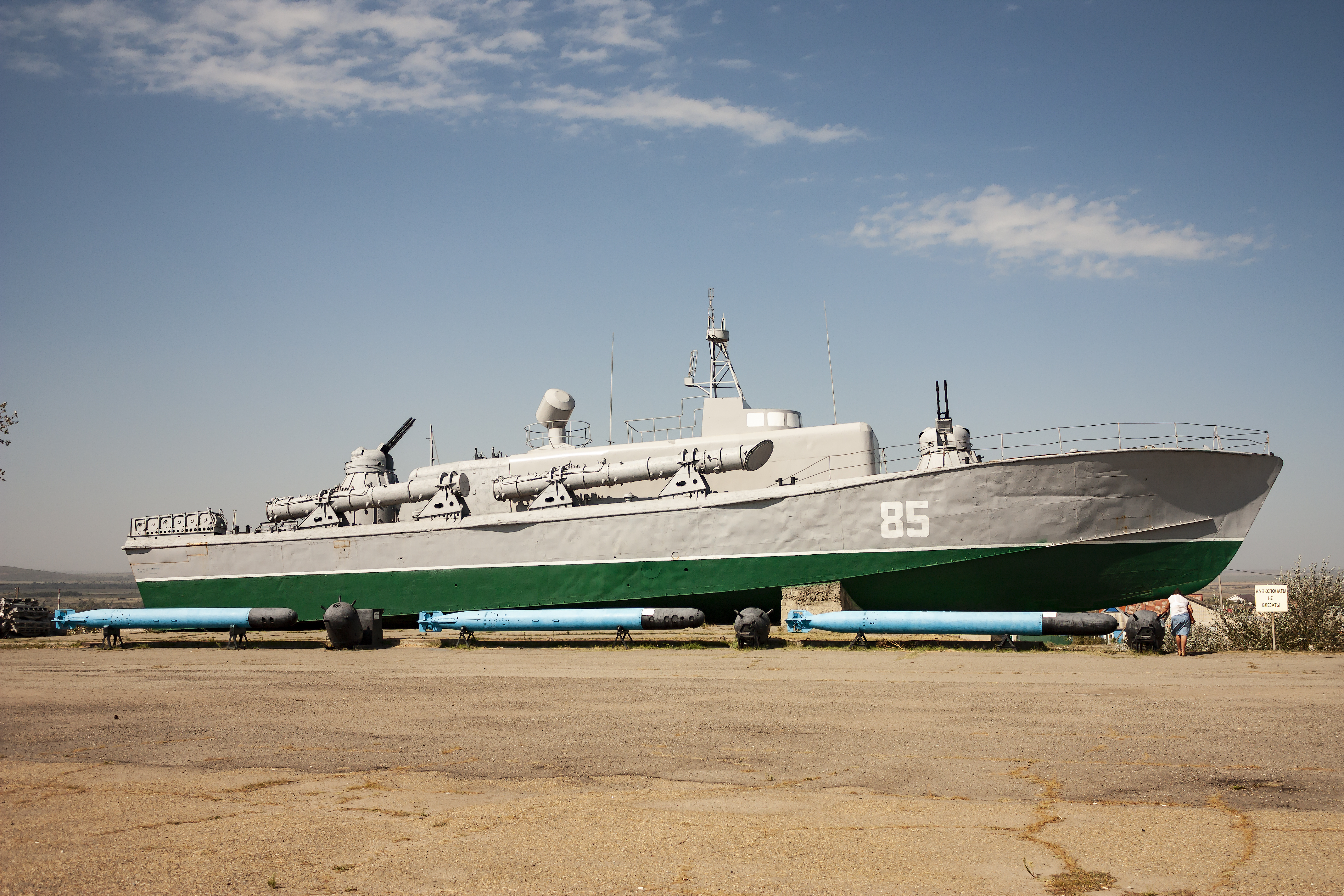
Ruský muzejní člun projektu 206

Celkem bylo v letech 1963–1970 postaveno 87 člunů této třídy.

## Konstrukce
Výzbroj člunů tvořily dva 30mm dvoukanóny AK-230, čtyři 533mm torpédomety a dva vrhače hlubinných pum. alternativně mohly nést šest námořních min. Pohonný systém byl převzat z třídy Osa. Tvořily ho tři diesely M503A roztáčející trojici lodních šroubů. Nejvyšší rychlost dosahovala 45 uzlů.

## Uživatelé
Angola
- Angolské námořnictvo

 Bulharsko
- Bulharské námořnictvo

 Egypt
- Egyptské námořnictvo

 Guinea
 Chorvatsko
- Chorvatské námořnictvo

 Jugoslávie
- Jugoslávské námořnictvo

 Kambodža
- Kambodžské námořnictvo

 Kapverdy
 Konžská republika
- Konžské námořnictvo

 Guinea-Bissau
 Východní Německo
- Volksmarine

 Severní Korea

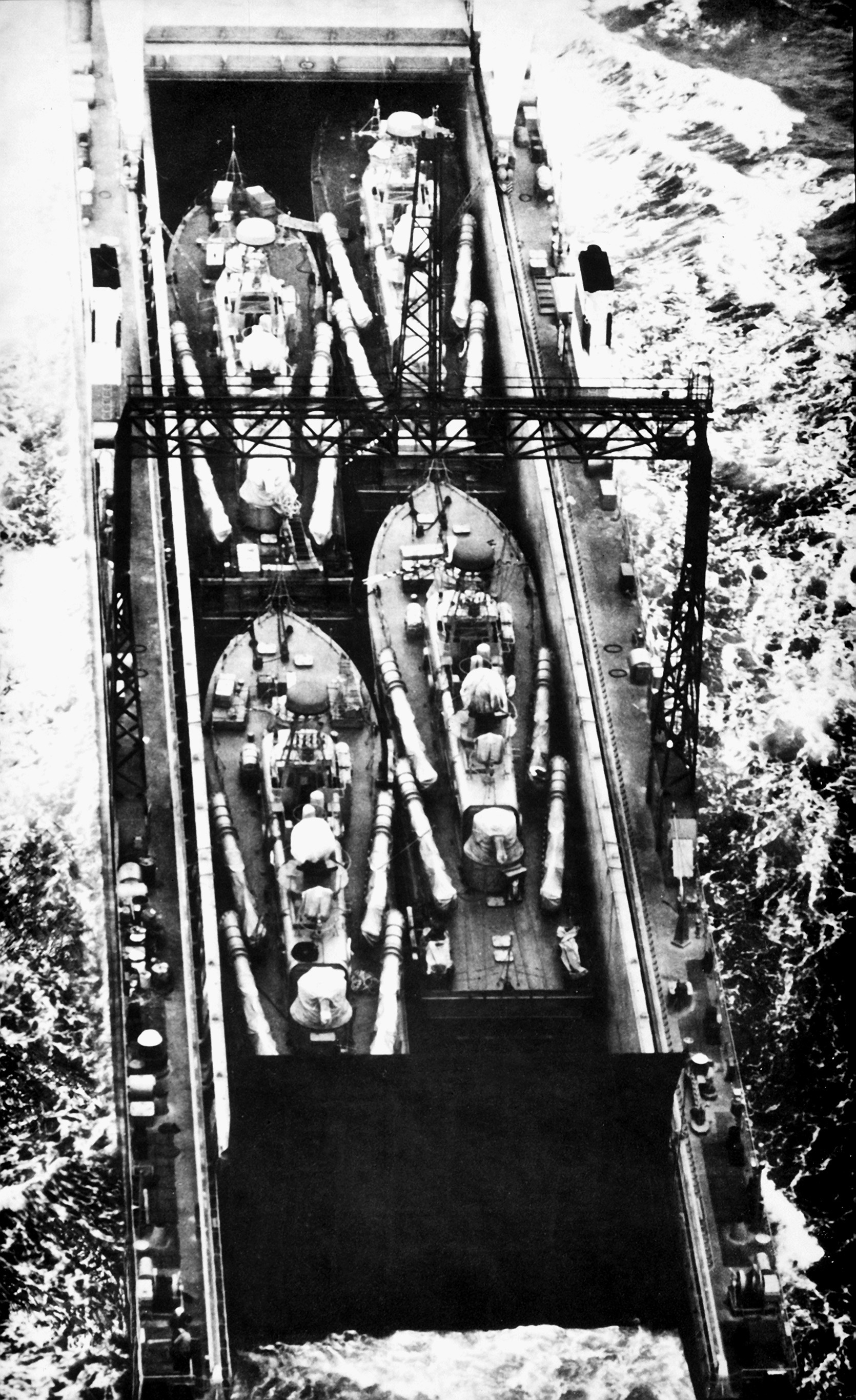
Čtyři čluny projektu 206 během přepravy nákladní lodí

- Námořnictvo Korejské lidové armády

 Vietnam
- Vietnamské lidové námořnictvo